# Малайсары (станция, Жетысуская область)
Малайсары (каз. Малайсары) — станция в Кербулакском районе Жетысуской области Казахстана. Входит в состав Сарыбастауского сельского округа. Код КАТО — 194655500.

## Население
В 1999 году население станции составляло 712 человек (364 мужчины и 348 женщин). По данным переписи 2009 года, в населённом пункте проживало 611 человек (303 мужчины и 308 женщин).